# 다쿠촌
다쿠촌(多久村)은 사가현 오기군에 있던 촌이다. 현재의 다쿠시의 일부에 해당한다.

## 지리
다쿠분지의 서부에 위치했다.

## 역사
- 1889년 4월 1일 - 정촌제 시행에 의해 오기군 다쿠촌이 성립하였다.
- 1954년 10월 1일 - 기타타쿠정, 미나미타쿠촌, 니시타쿠촌, 니시타쿠촌과 합병, 시로 승격해 다쿠시가 신설되어 폐지하였다.

## 참고문헌
- 角川日本地名大辞典 41 佐賀県
- 『市町村名変遷辞典』東京堂出版、1990年。